# Blågran
Blågran (Picea pungens), også skrevet Blå-Gran, er et stort, stedsegrønt nåletræ med en bred, kegleformet vækst. Stammen er ret og gennemgående til toppen. Grenene sidder i kranse, først noget oprette, men senere mere vandrette til overhængende. Blågran kan angribes ret svært af bladlus.

## Beskrivelse
Barken er først brun, men den bliver senere grå og afskallende i flager. Knopperne er kegleformede og brune med papirtynde skæl. Nålene sidder på alle sider af skuddet, dog flest på oversiden. De er meget stive og stikkende, og farven er friskt grøn, grågrøn eller helt blågrøn.
De hunlige blomsterstande bliver til ret små, hængende kogler. De er ægformede og lysebrune. Kogleskællene ender i en meget flosset yderkant, som giver hele koglen et uordentligt udseende. Frøene modner godt og spirer villigt.
Rodnettet består af nogle få, dybtgående hovedrødder og et tæt filt af højtliggende finrødder.
Højde x bredde og årlig tilvækst: 20 × 8 m (15 × 10 cm/år).

## Hjemsted
Blågran hører hjemme på stenet og mager bund i blandede nåleskove i det vestlige Nordamerika.
I den nordlige del af Rocky Mountains, dvs. i det vestlige Canada og det nordvestlige USA, vokser arten i nåleskove sammen med bl.a. alaskael, fjerbregne, rypelyng, askebladet løn, birkespiræa, blå moskitogræs, canadisk hønsebær, douglasgran, ellebladet bærmispel, hedemelbærris, klitfyr, korkædelgran, kæmpethuja, nutkabrombær, papirbirk, Quercus gambelii, (en art af eg), sølvgrå bøffelbær, Tiarella trifoliata (en art af skumblomst), trelappet sumak, vestamerikansk balsampoppel, vestamerikansk hemlock, vestamerikansk lærk og vestamerikansk taks
| Portal | Portal:Botanik |

## Note
1. ↑  BioStor: Present-Day Vegetation in the Northern Rocky Mountains (engelsk)